# 하라역 (시즈오카현)
하라역(일본어: 原駅、はらえき 하라에키[*])은 일본 시즈오카현 누마즈시에 있는 도카이 여객철도의 철도역이다. 일본화물철도가 제2종 사업자로서 사용하기도 한다.

## 역 구조
2면 3선 구조의 지상역이다. 단식 1면과 섬식 1면이 배치되어 있다. 역사는 1번선 승강장 쪽에 있으며, 섬식 승강장과는 구름다리로 이어져 있다.
누마즈 역이 관리하는 업무 위탁역으로, 역 업무는 도카이 교통 사업이 대신 하고 있다.

### 승강장
| 1 | (예비 승강장)   | (예비 승강장) | (예비 승강장)            |
| 2 | ■ 도카이도 본선 | 상행          | 누마즈 · 아타미 방면     |
| 3 | ■ 도카이도 본선 | 하행          | 시즈오카 · 하마마쓰 방면 |

## 역세권 정보
- 도카이 대학 누마즈 캠퍼스 (개발공학부)
- 국도 제1호선

## 역사
- 1900년 2월 25일 - 관설철도 (뒷날의 일본국유철도) 도카이도 본선 누마즈 역 ~ 스즈카와 역 (뒷날의 요시와라 역) 사이에 신설 개업.
- 1987년 4월 1일 - 민영화에 따라 도카이 여객철도의 소속이 되었다.
- 2008년 3월 1일 - TOICA의 사용이 개시되었다.

## 인접역
| 도카이 여객철도 도카이도 본선 | 도카이 여객철도 도카이도 본선 | 도카이 여객철도 도카이도 본선           |
| ----------------------------- | ----------------------------- | --------------------------------------- |
| 가타하마 아타미 방면          | ■ 도카이도 본선               | 히가시타고노우라 시즈오카·하마마쓰 방면 |